# 입자 소나기
입자물리학에서 입자 소나기(particle shower, 파티클 샤워)는 밀한 물질과 높은 에너지의 입자가 서로 상호작용의 결과로써 생성된 딸 입자들의 단계를 말한다. 들어오는 입자는 상호작용을 하여, 낮은 에너지를 가진 여러 개의 입자들을 만들어 낸다. 같은 방법으로 이러한 상호작용은 수 천, 수 백 심지어 수 십억개의 낮은 에너지를 만들어 내는 것을 계속되게 한다. 그러고 나서 이들은 물질 안에서 정지되고 흡수된다.

## 소나기의 유형
두 개의 기본적인 소나기의 유형이 있다. 전자기적 소나기는 보통 광자나 전자의 전자기적인 힘을 통해 주로 또는 독점적인 상호작용에 의해 만들어진 입자에 의해 생성된다. 강입자 소나기는 강입자에 의해 만들어지는데, 대부분 강한 핵력에 의해 일어난다.
전자기적 샤워는 높은 에너지의 전자 또는 광자가 물질 속으로 들어올 때 시작된다. 높은 에너지에서 광자는 주로 쌍생성 과정을 통해 물질과 상호작용을 하는데, 광자는 운동량을 보존하기 위해서 원자핵 또는 전자와 상호작용을 하면서 전자와 양전자로 바뀌게 된다. 높은 에너지의 전자와 양전자는 주로 제동복사라고 불리는 복사를 방출한다. 이러한 두 과정은 남겨져 있는 입자들의 에너지가 낮아질 때까지 차례로 계속된다. 전자와 광자는 원자에 의해 흡수되기까지 산란을 통해 에너지를 잃는다.
강입자 샤워는 핵자, 파이온 또는 원자 핵과 같은 높은 에너지의 강입자에 의해서 생성된다. 그런 입자의 몇몇은 전하를 띨 수 있어 부분적으로 전자기적 샤워를 만들어 내지만, 주로 핵과 강한 상호작용을 더 많이 일으킨다.

## 소나기의 예

우주선(Cosmic rays)은 지구의 대기로 들어오는데, 그들이 대기를 통과하면서 소나기를 만들어 낸다. 실험적으로 이 소나기로부터 첫 번째로 뮤온과 파이온이 관측되며, 이것은 고에너지 우주선을 관측하는 방법으로 많은 실험에서 이용되고 있다. 몇몇의 실험들(이를테면 유타 대학교의 파리의 눈(Fly's Eye))은 소나기 세기의 극대점에서 생성되는 가시광선 영역의 형광빛(fluorescence)을 관측하였다. 그 밖의 실험들(이를테면 Haverah Park)은 땅위에 큰 면적에 걸쳐 축적되는 에너지를 얻음으로써 소나기의 잔해들을 관측하였다.
고에너지 입자 가속기에서 행해지는 실험에서는 소나기를 만들어내어 축적되는 에너지를 측정함으로써 입자의 에너지를 기록하는 열량검출기(calorimeter)라고 불리는 장치가 쓰인다. 많은 큰 현대식 관측기기들은 입자의 종류에 따라 에너지를 측정하고 어떤 특정한 종류의 소나기를 만들도록 설계된 전자기적 열량검출기와 강입자 열량검출기를 모두 가지고 있다.

## 같이 보기
- 공기 샤워
- 매직 (망원경)